# Dorothicius Tamás
Dorothicius Tamás, Tomáš Dorschitz (Rózsahegy, 16. század – Zsaskó, 1639) evangélikus lelkész.

## Élete
Iskolamester volt 1584-től Rózshegyen, majd 1589 és 1596 között Mosócon. Evangélikus lelkészként működött 1596-tól 1612-ig Rózsahegyen (Liptó vármegye), azután Teplán, majd 1618-tól 1629-ig Zsaskón. Lány Illés 1609-ben meghívta a teplici egyházba. Kéziratban Diariumot hagyott maga után, melyet Fabó Monumentáiban fölhasznált.